# Harald Heinke
Harald Heinke (n. 15 mai 1955, Eilenburg, Republica Democrată Germană, Germania) este un judocan ce a reprezentat Germania, medaliat olimpic. A participat la o ediție a Jocurilor Olimpice (1980) în care a câștigat o medalie de bronz.

## Participări
Lista de mai jos prezintă principalele competiții la care a participat Harald Heinke de-a lungul carierei.
- judo at the 1980 Summer Olympics – men's 78 kg[*]